# مؤسسة دعم الاحتياجات الحرجة
مؤسسة دعم الاحتياجات الحرجة (بالإنجليزية: CNSF Critical Needs Support Foundation)‏ هي مؤسسة عراقية غير حكومية تعمل  في نشاط الإغاثة الإنسانية وتقوم باعمال توزيع المياه والغذاء في مناطق القتال وأو المناطق التي انتهت من القتال.
تاسست سنة 2014 على يد عمار خميس وهو جندي عراقي سابق تحول إلى مؤسس غير ربحي، حيث عمل عمار في مجال الإغاثة الخاصة بالطوارئ في مناطق القتال مثل سنجار والموصل وكذلك مناطق الغربية من محافظة الأنبار
لدى عمار حضور وعلاقات دولية واسعة مع منظمات دولية خصوصا في الولايات المتحدة الأمريكية وشارك في العديد من المناسبات الدولية 

## نشاطات
المؤسسة تعمل أيضا في النشاطات التالية
- التعليم
- اغاثة المناطق الصعبة الوصول اليها
- التدريب
- العمل في إعادة تاهيل المنازل
- الاعتناء وحماية الطفل وخصوصا الايتام [5]

المؤسسة لديها حضور دولي في الولايات المتحدة وعدة دول اوربية.
لديهم أعمال كثيرة في جانب الإغاثة في جبل سنجار اثناء الحصار من تنظيم الدولة الإسلامية (داعش) 

## مناطق اعمالها
محافظة نينوى عموما سنجار ومدينة الموصل خصوصا ومحافظة الانبار ومناطق اقليم كردستان العراق